# Andover (Nowy Jork)
Andover – miasto w Stanach Zjednoczonych, w stanie Nowy Jork, w hrabstwie Allegany.